# Гайхату
Гайхату (Кайхату, Гейхату; монг. Гайхат?, ᠭᠠᠶᠢᠬᠠᠯᠳᠤ?; — 24 марта 1295) — ильхан государства Хулагуидов (1291—1295), брат и преемник Аргуна. Имя Иринджин (Иринчин) Дорджи (от тиб. རིན་ཆེན་རྡོ་རྗེ, Вайли rin chen rdo rje; монг. Ринчиндорж) — «Драгоценный дорже», — которое выбито на его монетах, Гайхату получил после вступления на престол от своих буддийских священников (бакши).

## Правление
Гайхату был сыном ильхана Абаги и Нукдан-хатун. По вступлении на престол Аргуна (1284) Гайхату стал наместником Рума. После смерти Аргуна его кандидатура рассматривалась монгольской знатью наряду с Газаном и Байду, который первоначально даже пользовался поддержкой большинства. Но окончательный выбор был сделан в пользу Гайхату, который был провозглашён ильханом 23 июля 1291 года близ Ахлата. Вторичная церемония в Аладаге 29 июня 1292 года, вероятно, связана с получением официального подтверждения избрания от великого хана Хубилая, номинального сюзерена ильханов.
С точки зрения внешней политики правление Гайхату было малосодержательным. Войска ильхана прибыли слишком поздно, чтобы предотвратить захват в июне 1292 года египетским султаном Ашрафом Халилем крепости Кал’ат ар-Рум, но мамлюки не стали развивать свой успех и дальнейших боевых действий с ними в ближайшие годы не было. Весной 1294 года было получено предложение мира от другого противника — золотоордынского хана Тохты.
Прорицатели убедили Гайхату, что Аргун правил только семь лет, так как пролил слишком много крови. Поэтому заговорщики, желавшие посадить на престол царевича Анбарчи, были пощажены. Один из них, эмир Тогачар, стал командующим частью армии, а другой, Садр ад-Дин Зенджани, 18 ноября 1292 года был назначен сахиб-диваном, получив беспрецедентный контроль над финансами.
Гайхату стремился к установлению мира между различными религиозными общинами. По словам автора «Истории мар Ябалахи III и раббан Саумы», «он дал каждому из представителей религий официальное положение и почтил глав всех учений (догм) — христиан, арабов, евреев и язычников». В противоположность правлению его предшественника, особое покровительство оказывалось мусульманам. Садр ад-Дин Зенджани получил титул Садр-и джихан («Садр (опора) мира») и военный чин темника. Его брат Кутб ад-Дин Ахмед как главный кади носил титул кутб-джихан. Монгольских эмиров Садр ад-Дин полностью отстранил от управления государством. Все попытки эмиров свергнуть министра потерпели неудачу. Жалобщики, по приказу Гайхату, были выданы Садр ад-Дину, однако они были им помилованы; было строго запрещено в дальнейшем подавать такие жалобы.

### Денежная реформа
Стремясь укрепить свою власть, Гайхату делал щедрые подарки ханшам, царевичам, эмирам. «Не было предела его раздачам и не прекращались его подарки. Ибо каждый, кто у него просил, получал, как сказано, и искавший — находил,.. так как золото в его глазах считалось за навоз». Вскоре казна опустела; к этому прибавился большой падёж скота. Взимать новые налоги с разорённого населения не представлялось возможным и для покрытия расходов двора пришлось взять взаймы значительные суммы. В данных обстоятельствах осенью 1294 году была сделана попытка выпустить по китайскому образцу бумажные деньги (чау) с принудительным курсом, чтобы сосредоточить золото в руках правительства. Однако эта мера лишь обострила хозяйственный кризис и окончательно подорвала авторитет государя и его министра Садр ад-Дина Зенджани. Уже спустя два месяца выпущенные ассигнации пришлось изъять.

### Гибель
Гайхату описывается в большинстве источников как сумасбродный и развратный монарх, отдававшийся половым сношениям с детьми монгольской знати (сведения продолжателя Абу-ль-Фараджа и Вассафа). Абу-ль-Фида объясняет свержение ильхана лишь враждебностью, вызванной этими привычками. Но падению Гайхату скорее способствовали пренебрежение управлением страной вкупе с излишними великодушием и милосердием.
Большой ошибкой Гайхату было оскорбление Байду и игнорирование совета эмиров, призывавших ильхана казнить своего двоюродного брата. Байду восстал зимой 1294/1295 гг., убив поставленного Гайхату наместника Багдада. Против него был послан Тогачар, перешедший на сторону противника. Вместо того, чтобы укрыться в Руме, ильхан направился в Билясувар, где был схвачен сторонниками Байду, которых он заключил в Тебризе и которые были выпущены по приказу Тогачара. Гайхату был предан смерти(задушен) 24 марта 1295 года, вероятно, без ведома и утверждения Байду.

## Семья и потомки

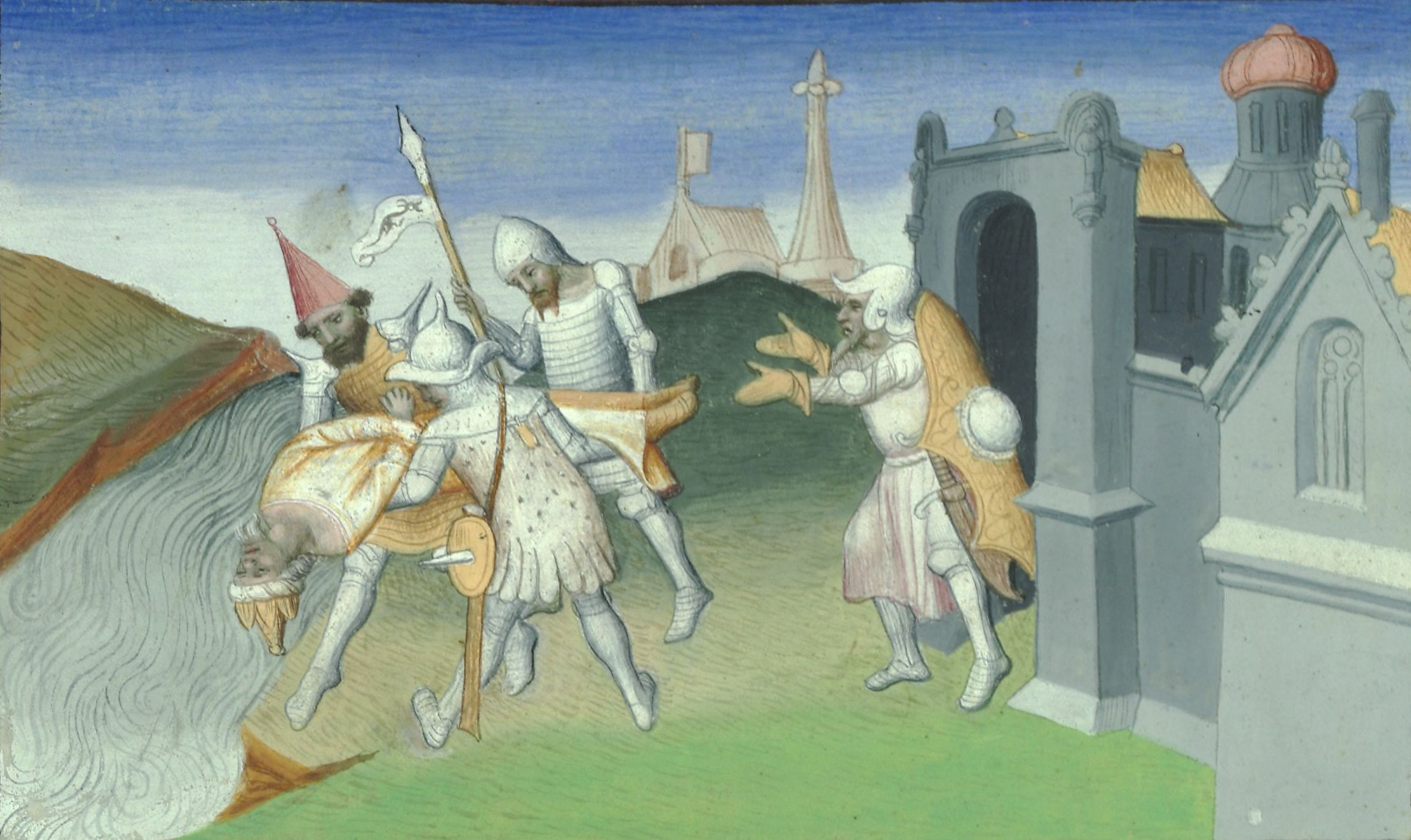
Убийство Гайхату. «Вертоград историй стран Востока» Гетума Патмича. Рукопись XV века, Франция

В Джами ат-таварих Рашид ад-Дина содержатся сведения о жёнах и детях Гайхату.
Жёны:
- Айшэ-хатун, дочь Тугу, сына Элькэй-нойона (Илгай-нойона) из племени джалаир.
- Донди-хатун, дочь Акбуки, сына Элькэй-нойона.
- Ильтузмыш-хатун, дочь Кутлуг-Тимура из племени/рода кунгират (конкурат).
- Падшах-хатун, дочь керманского султана Кутб ад-Дина.
- Урук-хатун, дочь Саручи из племени кереитов.
- Булуган-хатун.

Сыновья:
- Алафранг, от Донди-хатун. Казнён в правление Олджейту. Был отцом ильхана Джахан-Тимура (1339—1340).
- Иран-шах, от Донди-хатун.
- Чинг-Пулад, от Булуган-хатун.

Дочери: (от Айшэ-хатун)
- Ула-Кутлуг, выдана за Гурбатая (вариант — Ула-Мелик, выдана за Курумиши, сына Алинака).
- Иль-Кутлуг, выдана за Кутлугшаха.
- Ара-Кутлуг.